# ميديا لينك

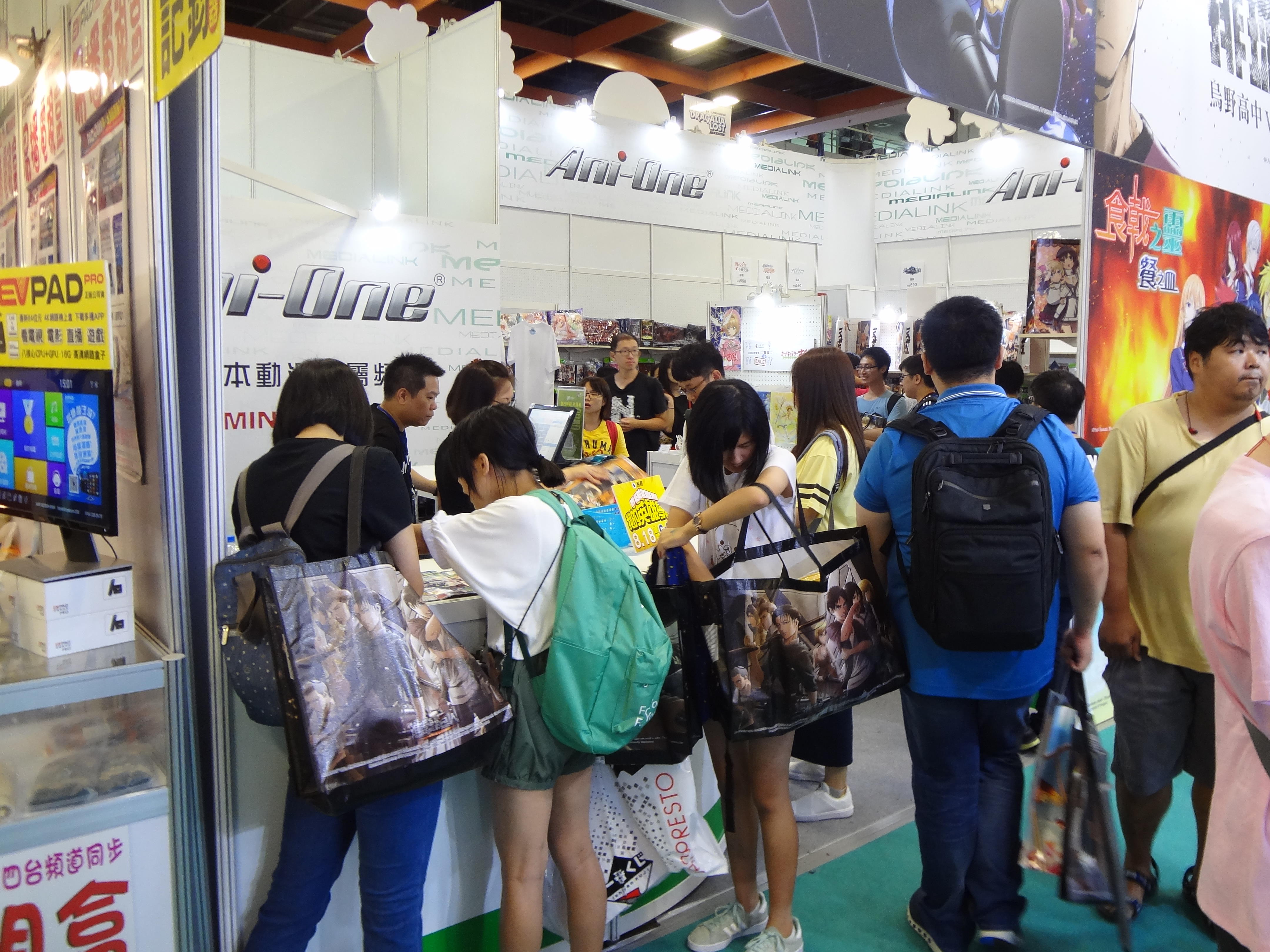
رائعه

مجموعة ميديالينك المحدودة هي شركة توزيع وترخيص للمحتوى مقرها في كولون بهونغ كونغ متخصصة في توزيع الأنمي الياباني وترخيص العلامة التجارية. تقع مكاتبها في شارع مودي، تسيم شا تسوي.
سجلت الشركة في سجل شركات هونغ كون، وتأسست باسم ميديا لينك الدولية المحدودة من قبل لوفينيا كيو في مارس من العام 1994.
في عام 2018، قام المؤسسان المشاركان لوفينيا ونوليتا كيو بدمج ميديالينك انترتينمنت و ميديا لينك الدولية للأنمي في مجموعة ميديا لينك، والتي تم إدراجها في بورصة هونغ كونغ في عام 2019.